# 埃里溫湖

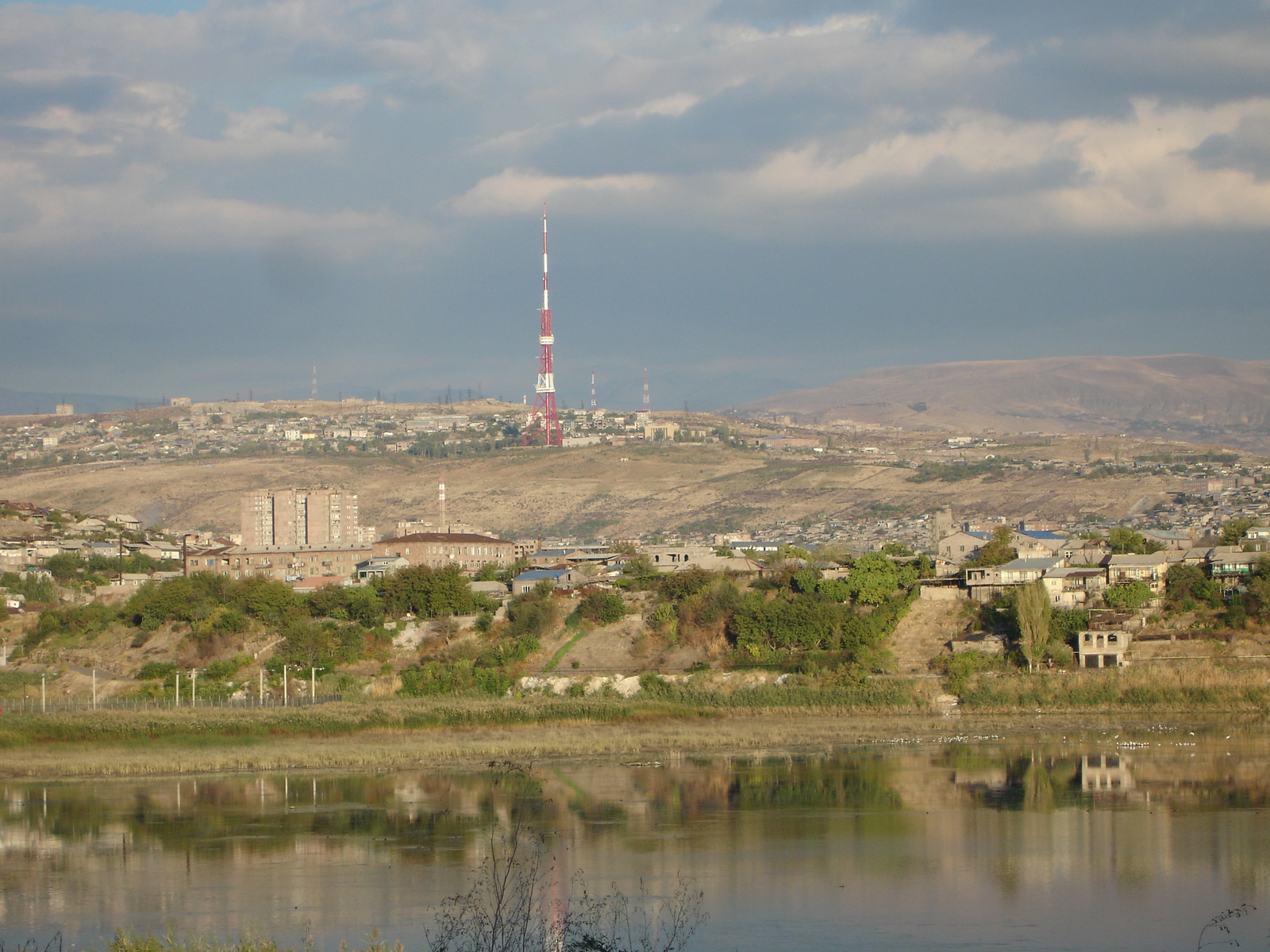

40°9′35.04″N 44°28′36.54″E / 40.1597333°N 44.4768167°E
埃里溫湖，是亞美尼亞的人工湖泊，位於首都埃里溫，長0.9公里、寬0.9公里，面積0.95平方公里，海拔高度908米，最大水深18米，北岸有美國領事館。